# Fluphenazin
Fluphenazin ist ein Arzneistoff aus der Gruppe der Phenothiazine, der als Neuroleptikum eingesetzt wird. Es war der Wirkstoff im ersten Depot-Neuroleptikum, das 1967 als Prolixin in den USA eingeführt wurde. Seit 1977 steht es auf der Liste der unentbehrlichen Arzneimittel der Weltgesundheitsorganisation.

## Klinische Angaben

### Anwendungsgebiete (Indikationen)
Fluphenazin ist ein Neuroleptikum, welches zur peroralen und parenteralen Applikation im Handel ist. Es wird eingesetzt:
- als Langzeittherapeutikum zur Symptomsuppression bei chronisch schizophrenen Psychosen und zur Rezidivprophylaxe bei phasisch schizophrenen Psychosen
- bei akuten psychotischen Syndromen mit Wahn, Halluzinationen, Denkstörungen, Denkzerfahrenheit und Ich-Störungen
- bei der katatonen Schizophrenie
- bei chronisch verlaufenden, endogenen Psychosen (Symptomsuppression und Rezidivprophylaxe)
- zur Therapie von psychomotorischen Erregungszuständen

## Sonstige Informationen

### Chemische und pharmazeutische Informationen
Fluphenazin wird in einer mehrstufigen Synthese ausgehend von 1-(3-Hydroxypropyl)-piperazin hergestellt. Der Wirkstoff wird als Dihydrochlorid eingesetzt.

### Geschichte
Fluphenazin wurde 1956 erstmals von Squibb (heute: Bristol-Myers Squibb) patentiert; 1961 wurde es in Tablettenform unter den Handelsnamen Omca und Lyogen in der BRD eingeführt. 1968 wurde der Ester von Fluphenazin mit Decansäure unter dem Handelsnamen Dapotum
D als erstes Depot-Neuroleptikum auf den Markt gebracht. Fluphenazin ist heute als Generikum im Handel.

### Doping
Fluphenazin wird in der Veterinärmedizin als Beruhigungsmittel eingesetzt, neben der Narkosevorbereitung z. B., um Tiere während eines Transports ruhigzustellen. Der Einsatz von Fluphenazin zur Beruhigung der Pferde bei Dressurwettbewerben ist jedoch als Doping verboten.

### Nebenwirkungen
Zu den unerwünschten Nebenwirkungen zählt das so genannte extrapyramidale Syndrom, das starke Ähnlichkeiten zu motorischen Veränderungen aufweist, die bei der Parkinson-Krankheit auftreten, wie Muskelversteifung, Tremor, langsame Motorik und Unruhe. Einige dieser Symptome klingen nach Absetzen des Medikaments ab. Es kann jedoch auch zu anhaltenden und mitunter bleibenden motorischen Störungen kommen. Weitere unerwünschte Wirkungen betreffen wie bei anderen Neuroleptika anticholinerge Effekte.

## Handelsnamen
Monopräparate
Lyogen (D) sowie ein Generikum (D)